# Berchem (Antwerpen)
Berchem ist ein Stadtteil (District) im Südosten der belgischen Stadt Antwerpen.

## Geographie
Der Stadtteil wird begrenzt von den Gemeindedistrikten Deurne, Borgerhout, Wilrijk, Antwerpen und dem Stadtgebiet von Mortsel.
Berchem umfasst eine Fläche von 5,79 km² und hat rund 40.062 Einwohner (Stand 31. Dezember 2006).
Berchem ist an die Autobahn E 19 und nationale und internationale Zuglinien angeschlossen, verfügt auch über einen eigenen Bahnhof. Pieter Claesz wurde in Berchem geboren.

## Sehenswürdigkeiten

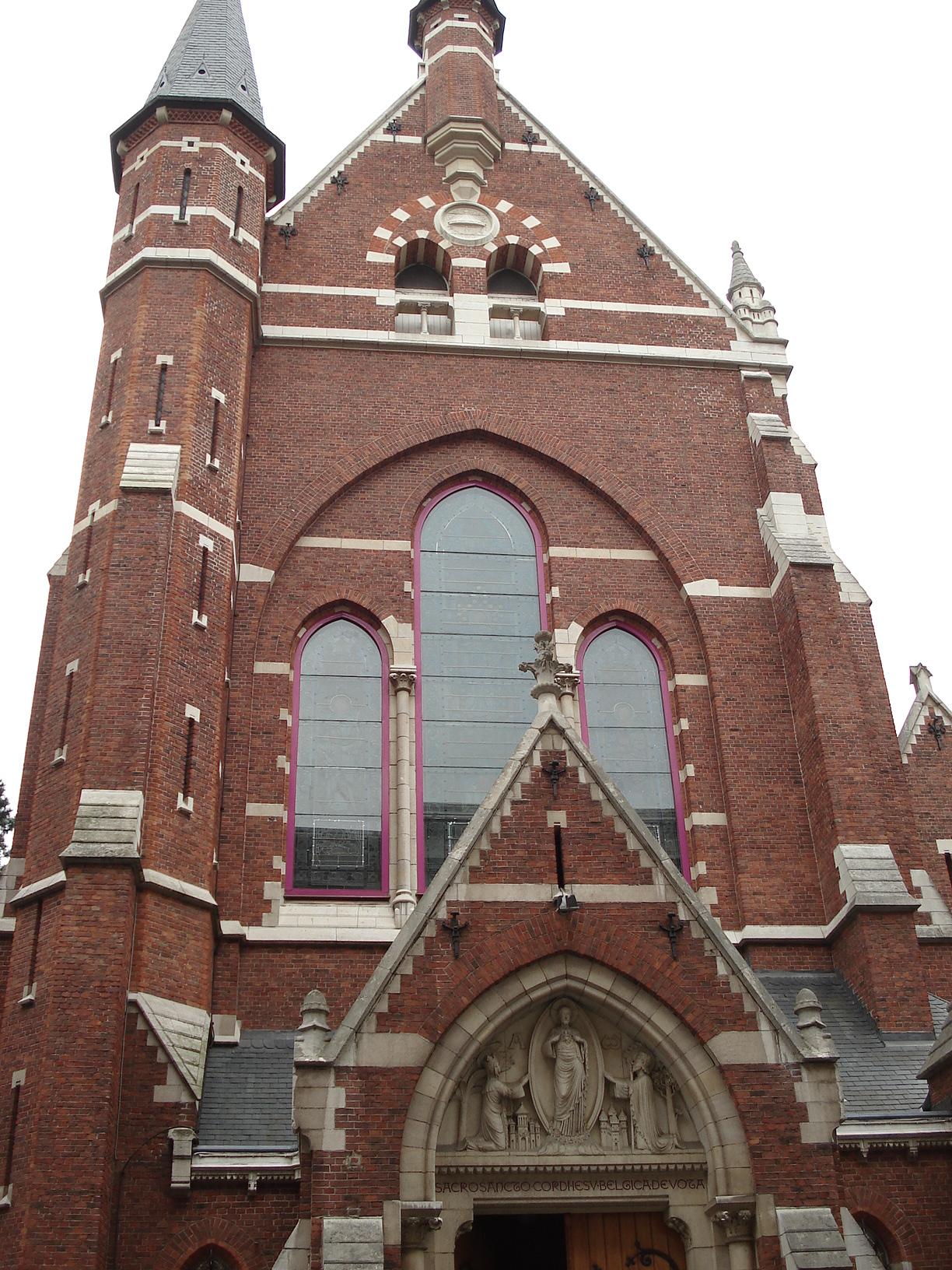
Neugotische Heilig-Kreuz-Basilika
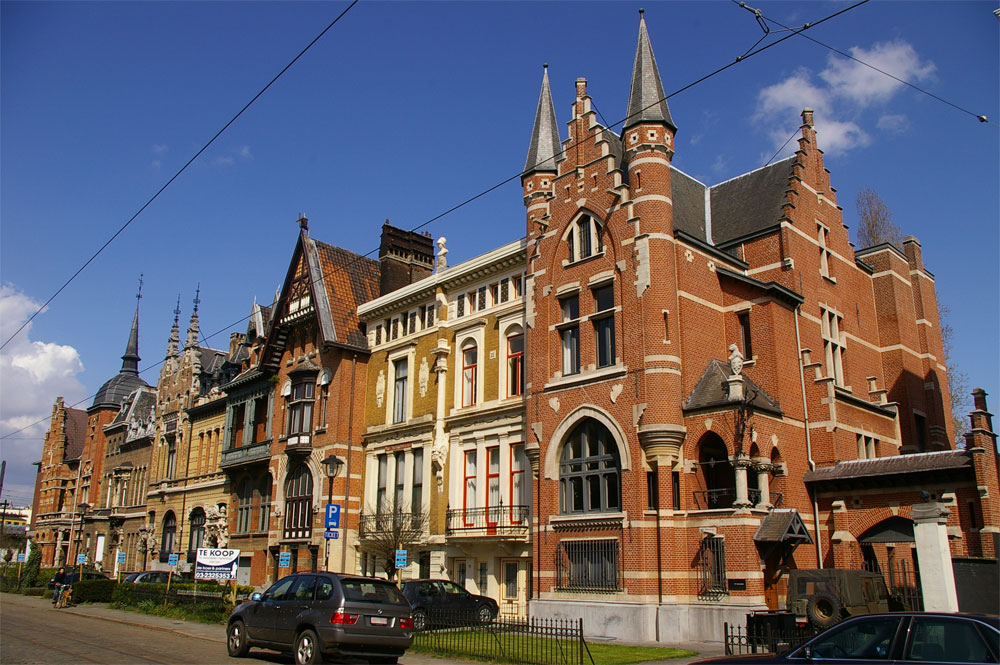
Wohnhäuser in Zurenborg
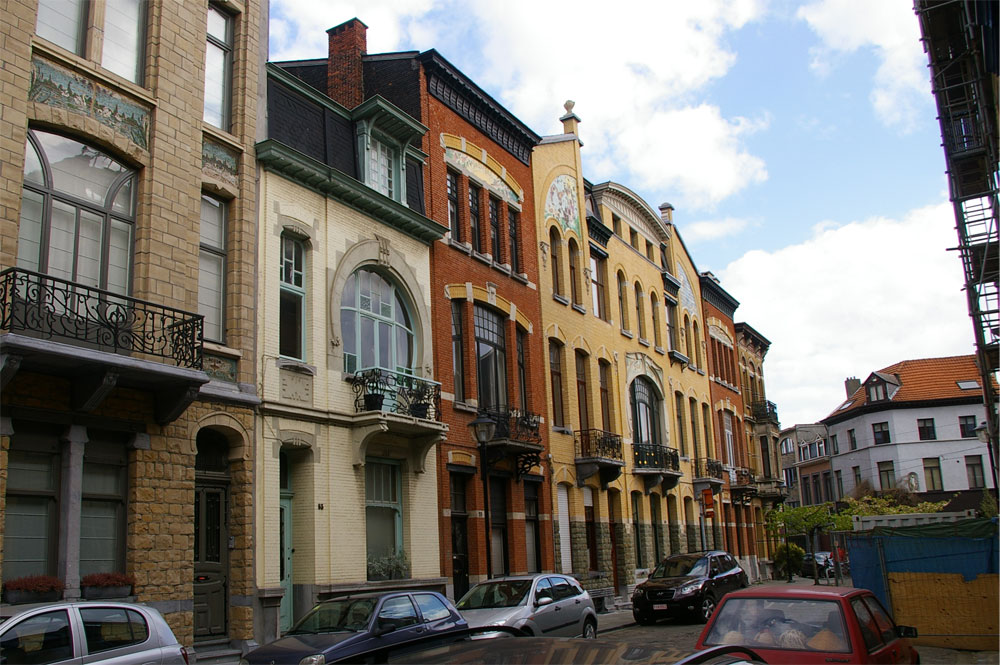
Jugendstilhäuser in der Waterloostraat
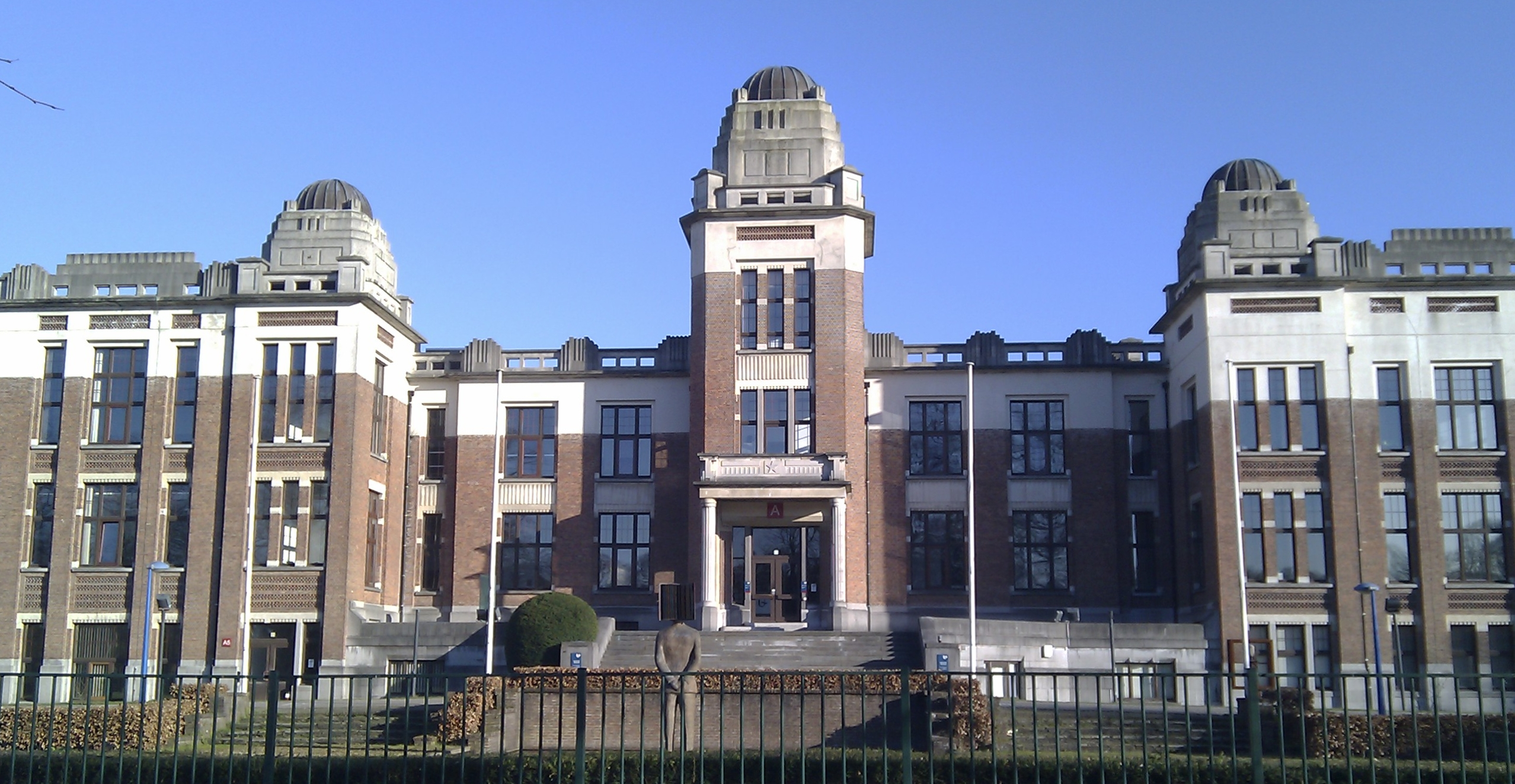
Hauptgebäudes des Campus Middelheim

- Ortsteil Zurenborg, speziell die Cogels-Osylei und die benachbarten Straßen Transvaalstraat und Waterloostraat. Hier findet man Bauten im Jugendstil und aus verschiedenen Stilen des Historismus.
- Friedhof Berchem
- Hauptgebäude des Campus Middelheim (im Stile des Art déco errichtet)

## Persönlichkeiten
Söhne und Töchter:
- Pieter Claesz (1596–1661), Maler
- Pierre de Caters (1875–1944), Auto- und Motorbootrennfahrer, Flugpionier und Unternehmer
- Constant Joacim (1908–1979), Fußballspieler
- Nazaire De Wolf (1917–1983), Komponist
- Adrienne Ficq (1914–?), Biologin und Hochschullehrerin
- Leo Kok (1923–1945), Maler, Ausstatter, Kostüm- und Bühnenbildner
- Marcel Dries (1929–2011), Fußballspieler
- Harry Kümel (* 1940), Regisseur
- Hans Van Bylen (* 1961), Industriemanager
- Diederik Foubert (* 1961), Radrennfahrer
- Ibtissam Bouharat (* 1990), Fußballspielerin

Personen mit Bezug zur Stadt:
- Pieter van der Heyden (* 1530 in Antwerpen; † 1572 in Berchem)
- Georges Ronsse (1906–1969)
- Marie de Jésus Deluil-Martiny (1841–1884), Gründerin der Société des Filles du Sacré Cœur, die bis heute hier ihr Mutterhaus hat